# The Sims (фильм)
The Sims (англ. The Sims Movie) — будущий американский художественный фильм режиссёра Кейт Херрон. Одну из ролей в фильме исполнит актриса Марго Робби. Фильм снимается студиями LuckyChap и Vertigo Entertainment совместно с командой Electronic Arts по вселенной игр The Sims.

## Сюжет
Сюжет фильма пока не раскрыт, но известно, что он будет затрагивать истории самых культовых персонажей во франшизе The Sims, например раскроет тайну исчезновения Беллы Гот. 

## В ролях
- Марго Робби

## Создание
Съёмки фильма ведутся компаниями Vertigo Entertainment и LuckyChap, вторая известна тем, что выпустила фильм «Барби». Продюсирование ведётся совместно с командой от Electronic Arts. Съёмки финансируются Amazon MGM Studios. Amazon прикрепила к проекту режиссёра Кейт Херрон, известную за свою работу над сериалами «Локи», шести эпизодов «Полового воспитания», участии в съёмках сериалов «Одни из нас» и 14 сезона «Доктора Кто». В работе над сценарием ей помогает Брайони Редман. Они также выступают исполнительными продюсерами. По состоянию на конец 2024 года, производство фильма находилось ещё на ранней стадии. Создатели тесно сотрудничают с разработчиками The Sims на всех этапах производства. Разработчики в свою очередь объявили о вероятных планах по выпуску дополнения к The Sims 4 приуроченного к релизу фильма.
Создание фильма приурочено к 25-тилетию франшизы The Sims. Президент EA Entertainment объявила, что студия для этих целей «объединилась  с известными голливудскими гигантами». Amazon MGM — не первая компания, попытавшаяся сделать полнометражную адаптацию. Ещё в 2007 году 20th Century Fox выкупила права на экранизацию по мотивам The Sims. Это должна была быть драматическая лента, снятая по сценарию Брайана Линча и спродюсированная Джоном Дэвисом. Согласно сюжету, главный герой — подросток, воссоздал в The Sims городок, в котором он жил и чудесным образом изменения в виртуальном городке начали проявляться и в настоящей жизни. Так герой начал менять реальность вокруг себя, но в какой то момент всё начало выходить из под контроля. Съёмки фильма в итоге застряли в производственном аду на много лет и проект был окончательно отменён в 2019 году. 
Вице-президент EA и генеральный менеджер франшизы «The Sims» Кейт Горман в интервью изданию Variety объявила, что фильм призван подчеркнуть аутентичность вселенной The Sims, воззвать к ностальгии, так и привлечь потенциальную аудиторию, ещё не знакомую с франшизой. Для этой цели компания связалась с создателями фильма «Барби». Рассказывая о будущем сюжете, Кейт заметила, что в нём будет множество отсылок к особенностям внутриигровой вселенной, внутриигровым мемам и сюжетным линиям, «которые определённо оценят игроки [The Sims]», например что случилось с Беллой Гот после её исчезновения. Среди других отсылок, Кейт упоминала внутриигровой маскот «замороженного кролика» (англ. Freezer Bunnie) или бассейн без лестницы. Также Кейт упоминала об идее отснять весь фильм на симлише — вымышленном языке, созданном специально для The Sims.
В интервью изданию Variety от февраля 2024 года Марго Робби, отвечая на вопрос об участии в проекте — заметила, что её команда «хочет снимать ещё больше фильмов, производящих то же впечатление, что и „Барби“», также назвав предстоящий проект «грандиозной, оригинальной и смелой идеей с потрясающим режиссёром, с крупным бюджетом и стоящим за ним крупным конгломератом».

## Премьера
Создание фильма было подтверждено 17 сентября 2024 года, хотя слухи о работе над фильмом начали распространяться ещё за 6 месяцев до этого. Ещё в мае 2024 года стало известно о том, что Amazon MGM выиграла тендер на киноадаптацию и что ключевую роль в фильме исполнит Марго Робби.
Дата премьеры по состоянию на сентябрь 2024 года не была объявлена.